# Ґай-Желеховський
Ґай-Желеховський (пол. Gaj Żelechowski) — село в Польщі, у гміні Хинув Груєцького повіту Мазовецького воєводства.
Населення — 143 особи (2011).
У 1975-1998 роках село належало до Радомського воєводства.

## Демографія
Демографічна структура станом на 31 березня 2011 року:
|          | Загалом | Допрацездатний вік | Працездатний вік | Постпрацездатний вік |
| -------- | ------- | ------------------ | ---------------- | -------------------- |
| Чоловіки | 64      | 12                 | 46               | 6                    |
| Жінки    | 79      | 13                 | 50               | 16                   |
| Разом    | 143     | 25                 | 96               | 22                   |